# Липпо Мемми
Липпо Мемми, Филиппо ди Меммо (итал. Lippo Memmi, Filippo di Memmo; 1291, Сиена, Тоскана — 1356, Сиена) — итальянский живописец сиенской школы периода проторенессанса. Помощник, последователь и сотрудник Симоне Мартини. Его брат Федерико Мемми также был живописцем.

## Биография
Липпо (сокращение от Филиппо) родился в Сиене, в семье художника. Его начальное обучение проходило в Сан-Джиминьяно (Тоскана), в мастерской отца, Меммо ди Филиппуччо (Memmo di Filippuccio), живописца сиенского происхождения. Вскоре Липпо пришлось обратиться к Симоне Мартини, с которым он, вероятно, познакомился, когда Симоне был в Сан-Джиминьяно по случаю создания образа Мадонны, от которого сохранилась только голова, в церкви Сан-Лоренцо-аль-Понте (ок. 1310). Эта встреча, возможно, привела к сотрудничеству Липпо в качестве ученика с созданием фрески «Маэста» в Палаццо Пубблико в Сиене, которую Симоне Мартини писал в 1315 году (а затем отреставрировал в 1321 году).
В 1324 году Мартини женился на дочери Меммо ди Филиппуччо, и сестре Липпо Мемми, Джованне. Влияние Симоне Мартини проявилось как в алтарных картинах, так и во фресках Мемми. В дальнейшем их сотрудничество укреплялось: над знаменитым «Благовещением» (1333, Галерея Уффици, Флоренция) они работали вместе. Липпо, и его брат Тедерико Мемми работали в мастерской Мартини, и вероятно сопровождали его во время поездки в Авиньон.

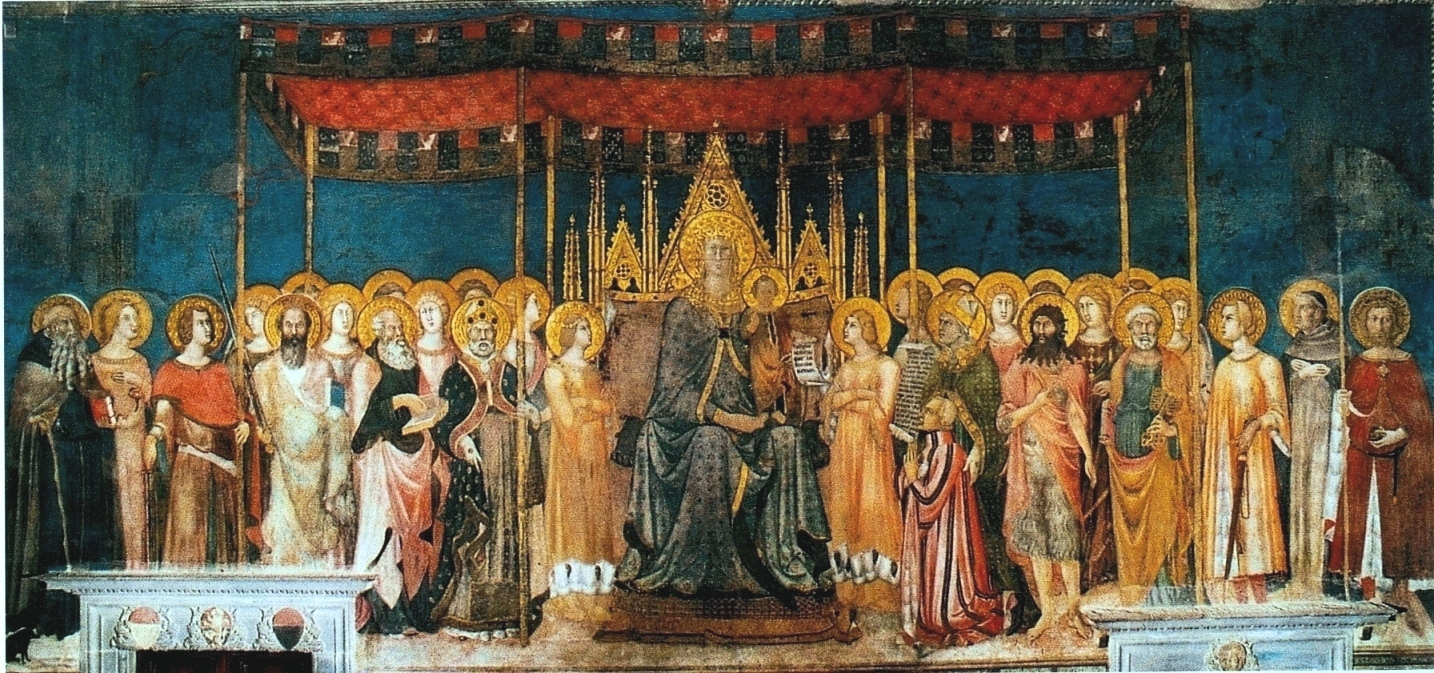
Липпо Мемми и Меммо ди Филиппуччо. Маэста. 1317. Фреска. Ратуша, Сан-Джиминьяно

Первым подписанным и датированным произведением Липпо Мемми является большая фреска «Маэста» (4,35 х 8,75 м.), написанная им совместно с отцом Меммо ди Филиппуччо в 1317 году в ратуше города Сан-Джиминьяно. В общих чертах она повторяет аналогичную фреску Симоне Мартини, созданную двумя годами ранее, включая изображение кивория (балдахина), призванного создать иллюзию трехмерного пространства.
К 1320 году относят другое произведение Липпо Мемми «Мадонна Милосердная» (итал. Madonna Misericordia), написанное Липпо для собора в Орвието. Картина имеет подпись художника. 1323 годом датируется следующее известное произведение — «Триумф Святого Фомы Аквинского», написанное для церкви Санта-Катарина в Пизе. Вокруг этой картины, символизирующей, по мнению ученых, несколько запоздалую реакцию доминиканцев на художественные новации, вызревшие в лоне францисканского ордена (в частности в искусстве Джотто), довольно долго шли споры связанные с авторством. Ранее картину приписывали пизанскому художнику Франческо Траини. Фома Аквинский, известный философ и теолог XIII века, сформулировавший 5 доказательств существования Бога, был в 1323 году канонизирован, и исследователи считают, что большой алтарь с его изображением создан в связи с этим событием. Однако не все специалисты разделяют мнение как о дате создания картины, так и об авторстве Липпо Мемми. Святой изображён мудрецом, свет, исходящий от него, Богом данные мудрость и сила как бы составляют суть доминиканского духа, который Фома воплотил в своих богословских произведениях. В верхней части картины изображен Христос, благословляющий происходящее. Ниже расположены апостол Павел, пророк Моисей и четыре евангелиста. Справа и слева от Фомы Аквинского божественный свет его учения объединяет труды философов древности — Аристотеля и Платона, которые стоят с раскрытыми книгами, а у ног Фомы Аквинского, подавленный светом его мысли, в тяжких раздумьях возлежит мусульманский философ Аверроэс (Ибн Рушд), в спорах с аль-Газали отвергавший религиозную веру как единственный источник истины. Картина прославляет абсолютную ценность учения Фомы Аквинского.
Примерно 1325—1330 годами датируется «Мадонна с Младенцем», созданная Липпо для базилики Санта-Мария-деи-Серви в Сиене. Ныне эта картина, имеющая подпись художника, хранится в Пинакотеке Сиены. За свою жизнь художник создал множество изображений Мадонны с Младенцем. Теперь они украшают лучшие музеи мира — в Вашингтоне, Берлине, Бостоне, Кливленде, однако Мадонна из сиенской Пинакотеки самая нежная и трогательная. 1333 годом датируется ещё одно подписанное произведение Липпо Мемми — «Благовещение», написанное совместно с Симоне Мартини для собора в Сиене, и хранящееся в галерее Уффици, Флоренция. Остальные произведения, находящиеся в различных собраниях, приписываются Липпо Мемми на основании Стиль (искусство)стилевого сходства. Это несколько изображений «Мадонны с Младенцем» (Нью-Йорк, музей Метрополитен; Вашингтон, Национальная галерея; Берлин, Государственные музеи; Бостон, Музей изящных искусств), «Иоанн Креститель» (Вашингтон, Национальная галерея), «Св. Петр» (Лувр, Париж), «Св. Павел» (Нью-Йорк, Метрополитен-музей), два изображения Марии Магдалины (Москва, Государственный музей изобразительных искусств имени А. С. Пушкина; Пти-Пале (Малый дворец), Авиньон и другие произведения.

## Фрески в Сан-Джиминьяно
Самой крупной работой художника считаются фрески в Колледжата ди Санта-Мария-Ассунта в Сан-Джиминьяно, которая является главной церковью этого города. Джорджо Вазари, опираясь на данные Гиберти (ок. 1447) считал, что эти фрески создал некий Барна да Сиена, погибший во время работы. Однако ныне очевидно, что оба историка искусства весьма вольно интерпретировали один документ, согласно которому некий Барна действительно разбился в колледжата в 1381 году, упав со строительных помостов. Современные исследователи единодушно считают, что фрески созданы между 1330 и 1350 годами, поскольку архивные документы свидетельствуют, что деньги на украшение были выделены храму в 1333 году; также никто не сомневается, что эти росписи имеют отношение к мастерской Симоне Мартини. Фрески пытались приписать руке Федерико Мемми, брата Липпо, или руке Донато Мартини, брата Симоне Мартини, однако произведения этих художников не сохранились, и сравнить фрески не с чем. Дополнительным свидетельством в пользу авторства Липпо Мемми может служить надпись-граффити на нижнем краю рамы фрески Lippo da Siena pinsi(t) (Липпо из Сиены нарисовал). Фрески иллюстрируют Новый Завет, они включают 26 сцен из жизни Христа. Иконографически они являются вариациями самых разных образцов, созданных предшествующими художниками — Дуччо, Джотто, и Пьетро Лоренцетти, а в стилевом отношении обнаруживают близость к наследию Симоне Мартини, особенно это видно в готизированных S-образных изгибах изящных фигур с удлинёнными пропорциями.
1340-и годами датируется несколько приписываемых Липпо произведений, в частности «Распятие» из Лувра, и «Вознесение Девы Марии» из мюнхенской Старой пинакотеки. В 1347 году Липпо Мемми совместно с братом Федерико совершил путешествие в папскую резиденцию в Авиньон, где расписал францисканскую церковь. В ноябре того же года он вернулся в Сиену. Историки искусства считают, что Липпо Мемми продолжал трудиться в Сиене до самой смерти, случившейся предположительно в 1350 году.
Учеником и последователем Липпо Мемми был Наддо Чеккарелли.

## Галерея

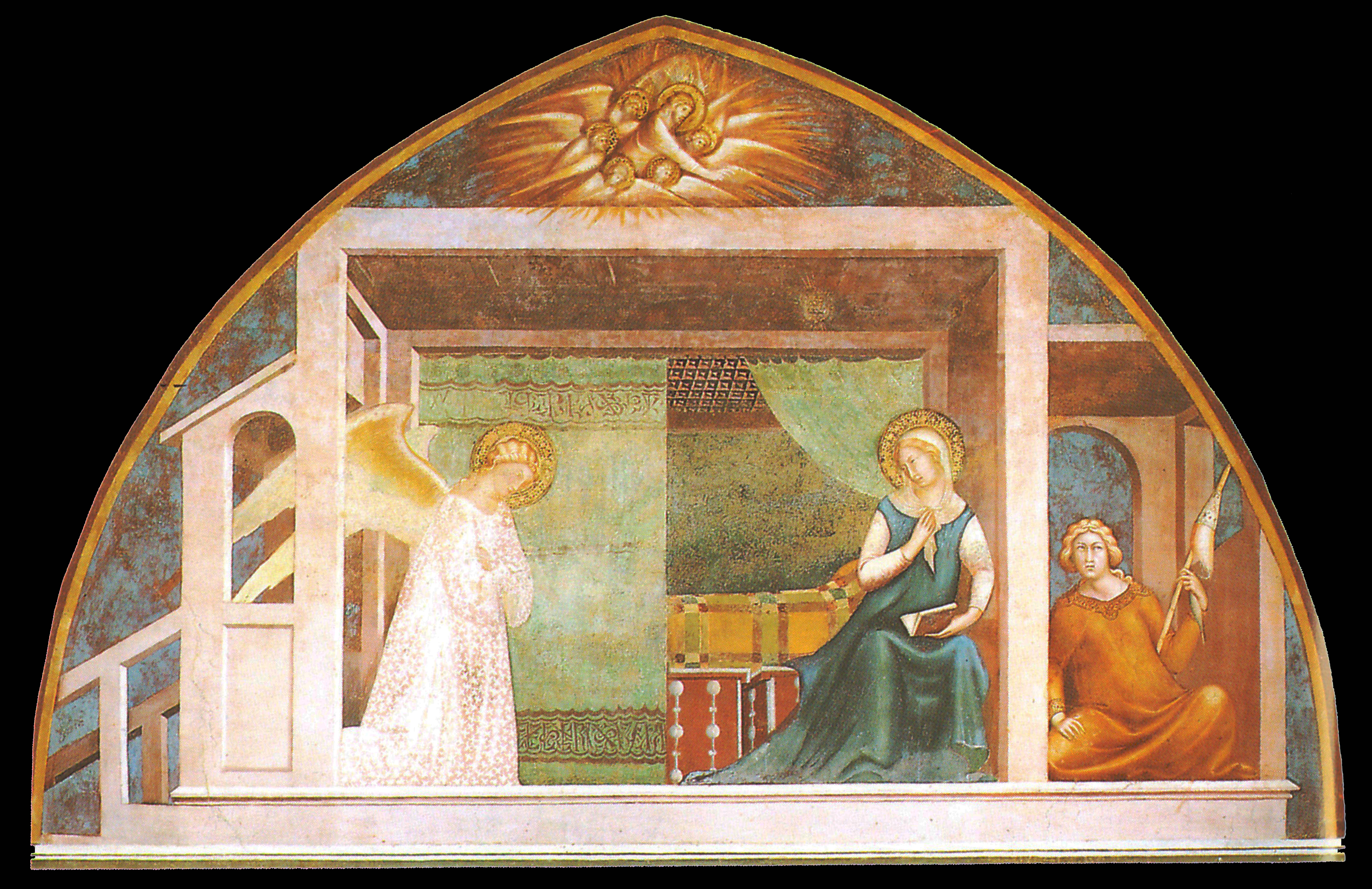
Благовещение. Фреска. Собор, Сан-Джиминьяно
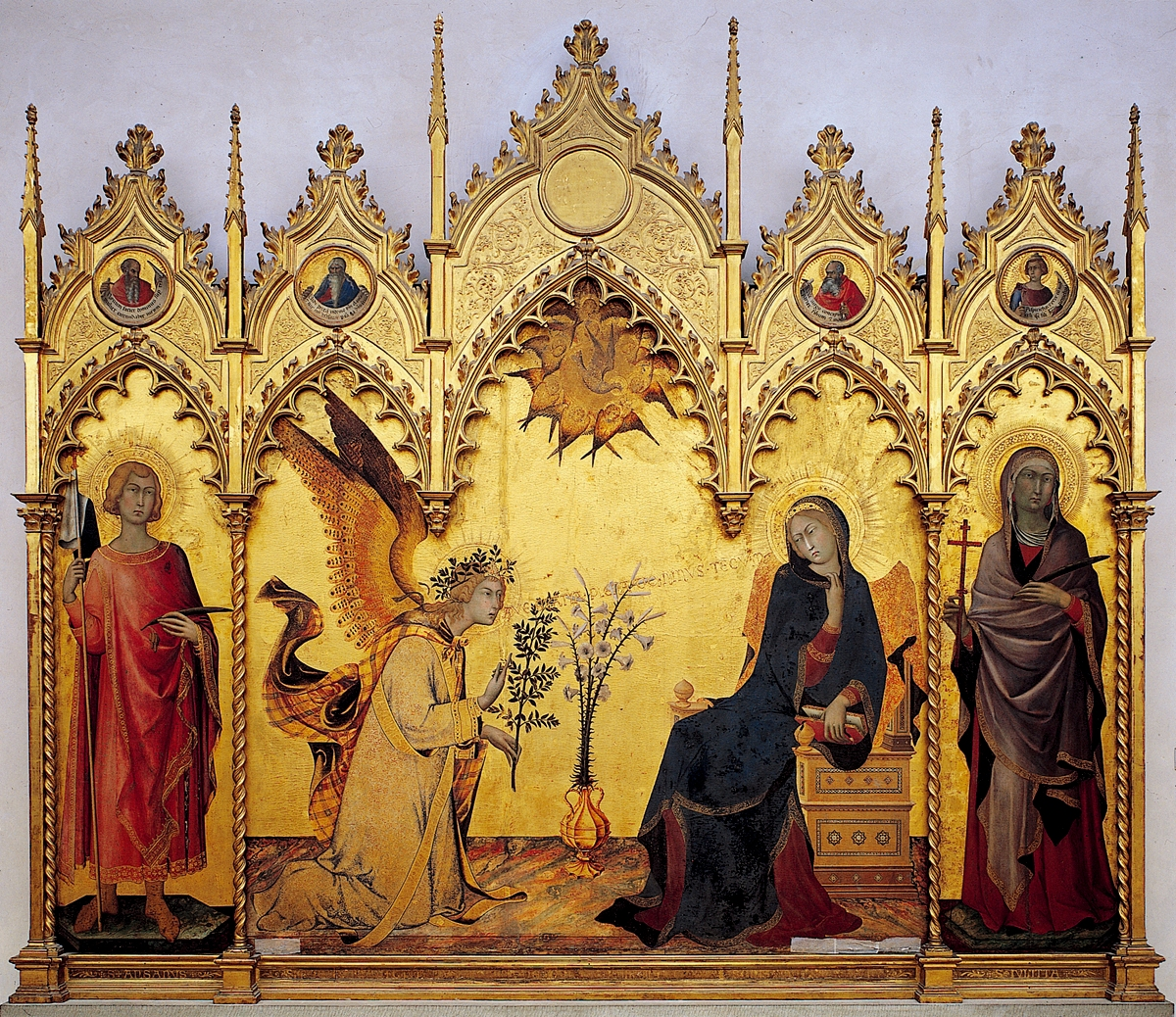
Симоне Мартини и Липпо Мемми. Благовещение. 1333. Дерево, темпера. Уффици, Флоренция
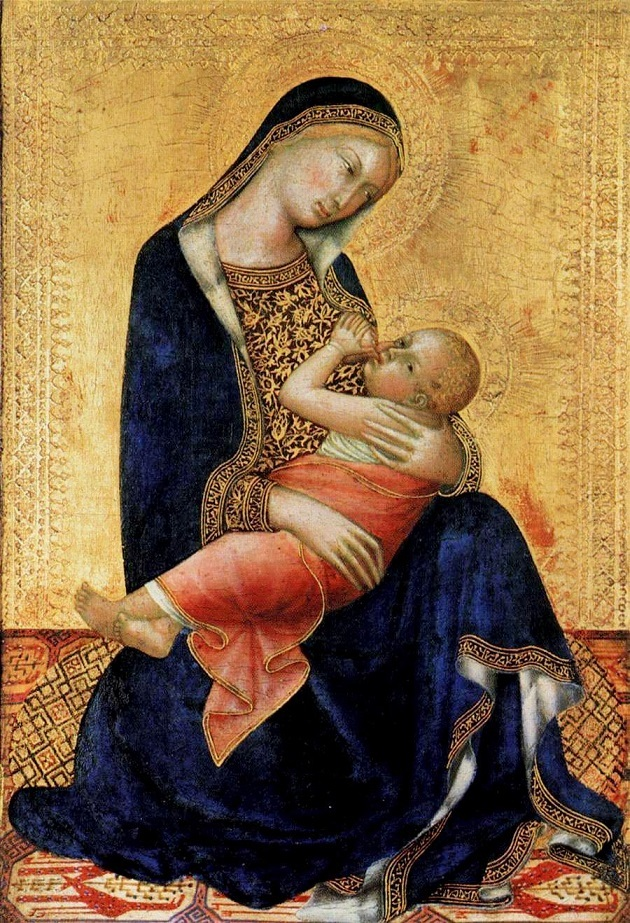
Мадонна Смирения. Между 1340 и 1345. Дерево, темпера, золочение. Берлинская картинная галерея
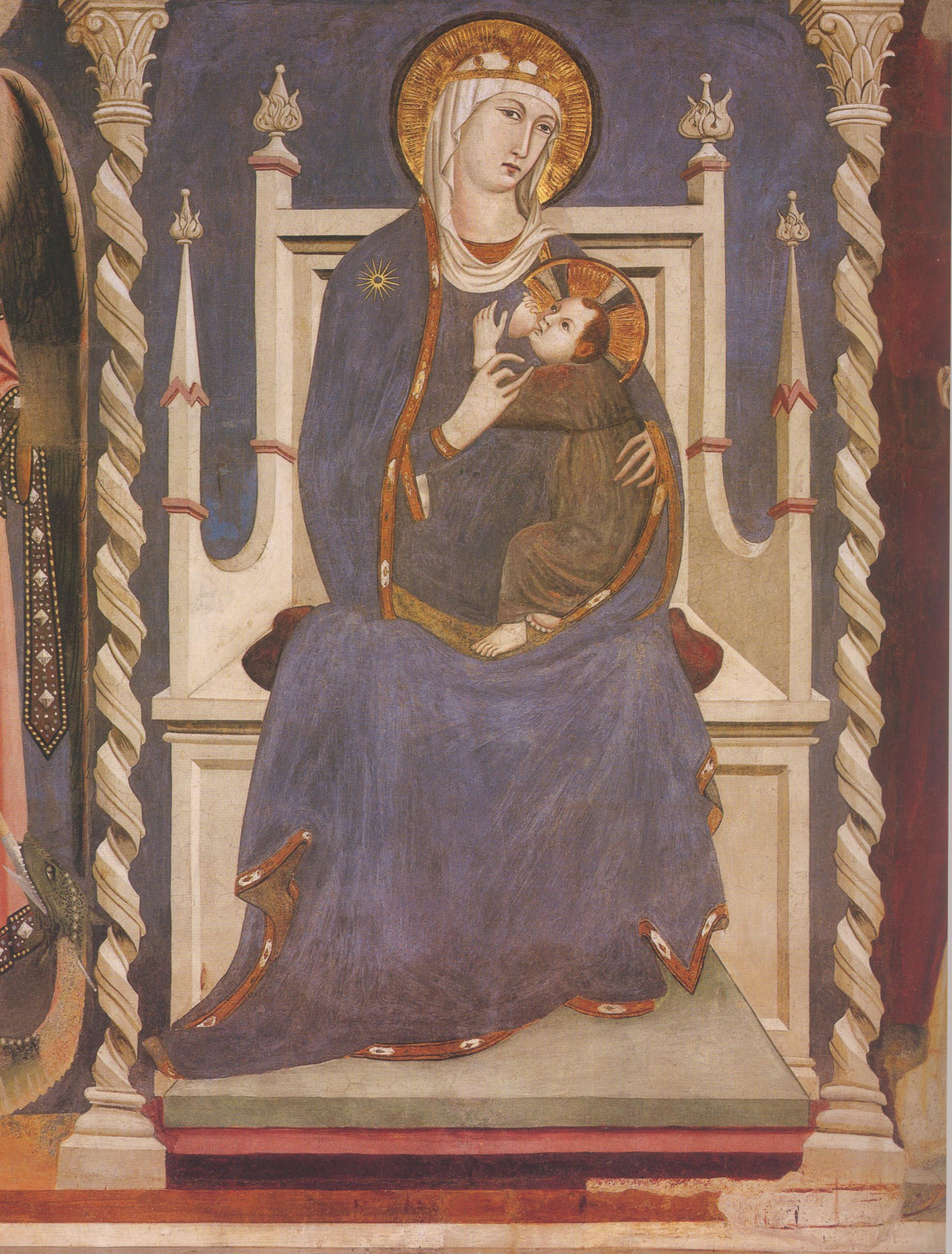
Мадонна дель Латте (Кормящая). Между 1314 и 1315. Фреска. Церковь Сант-Агостино, Сан-Джиминьяно
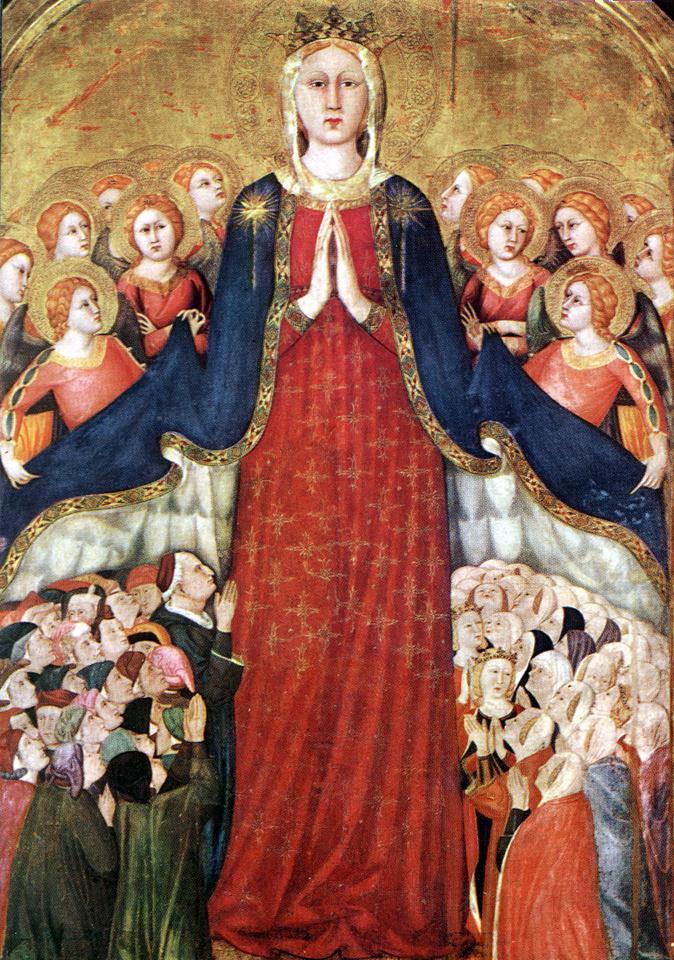
Мадонна делла Мизерикордия (Мадонна с плащом милосердия). 1350-е. Дерево, темпера. Собор Орвието
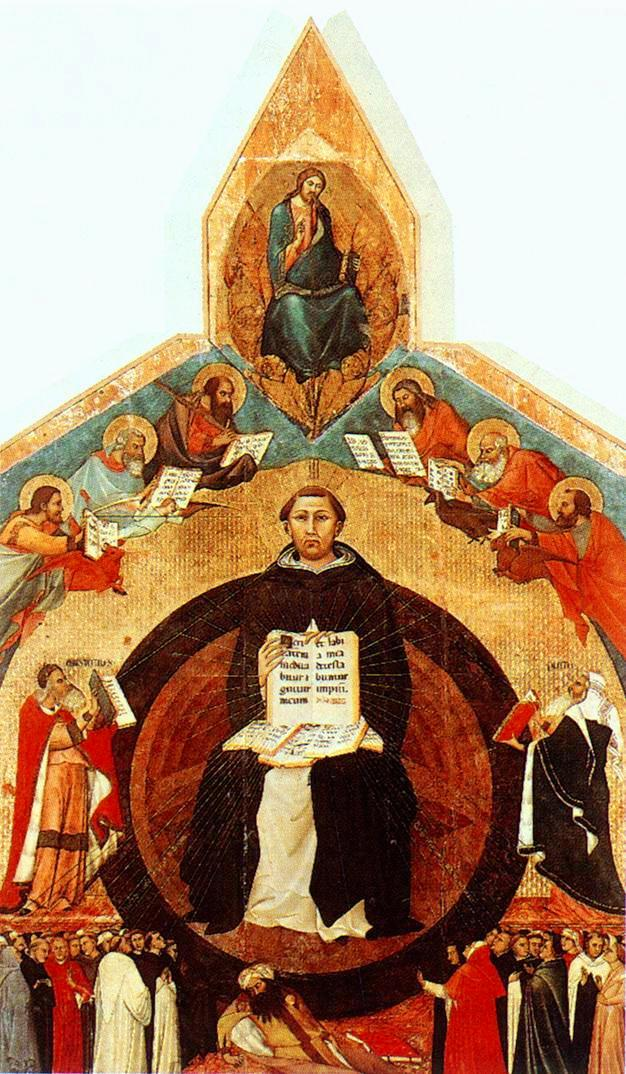
Триумф Святого Фомы Аквинского. 1323. Дерево, темпера. Церковь Санта-Катарина, Пиза
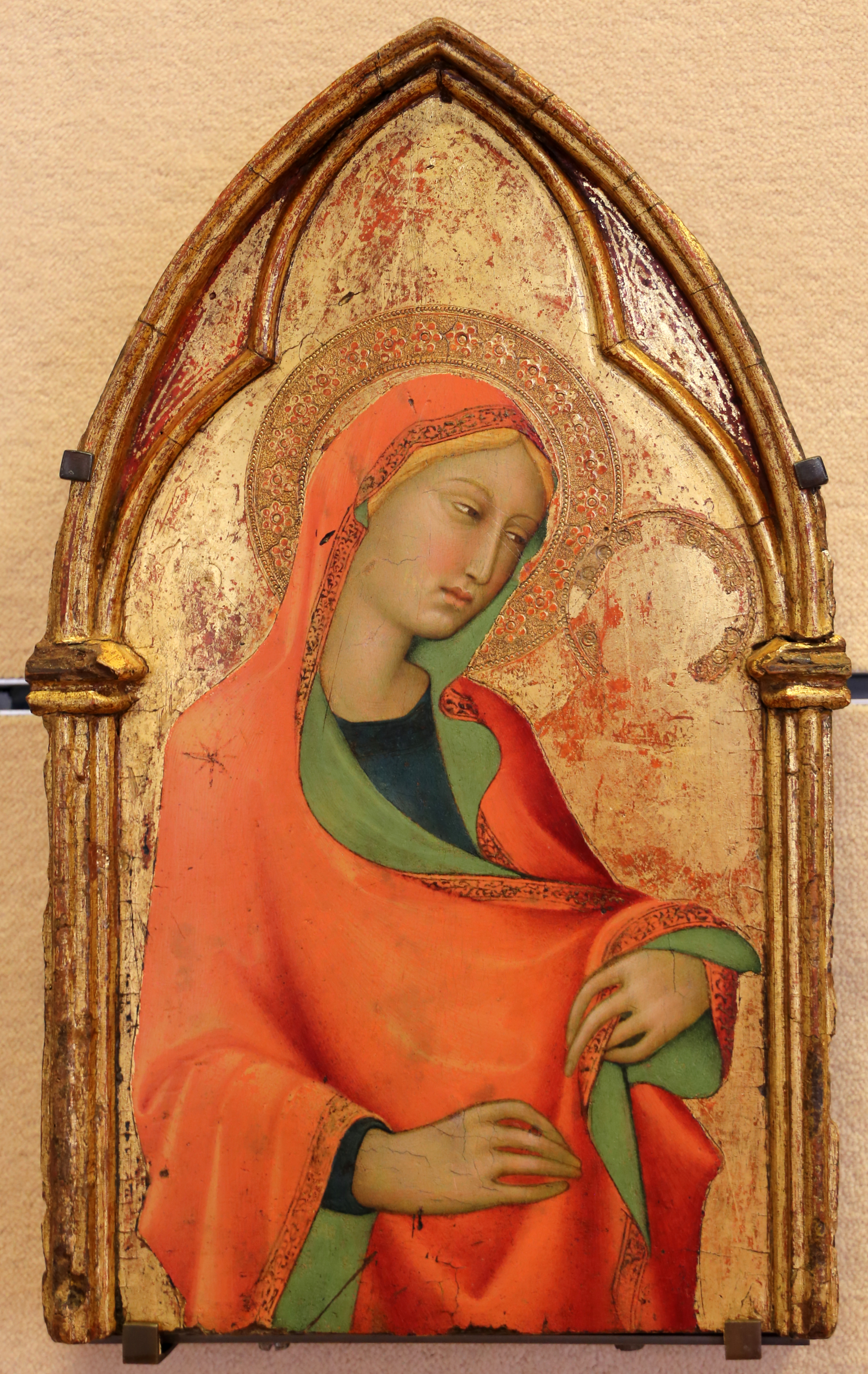
Липпо и Федерико Мемми. Святая Мария Магдалина. Между 1344 и 1347. Дерево, темпера, золочение. Пти-Пале, Авиньон
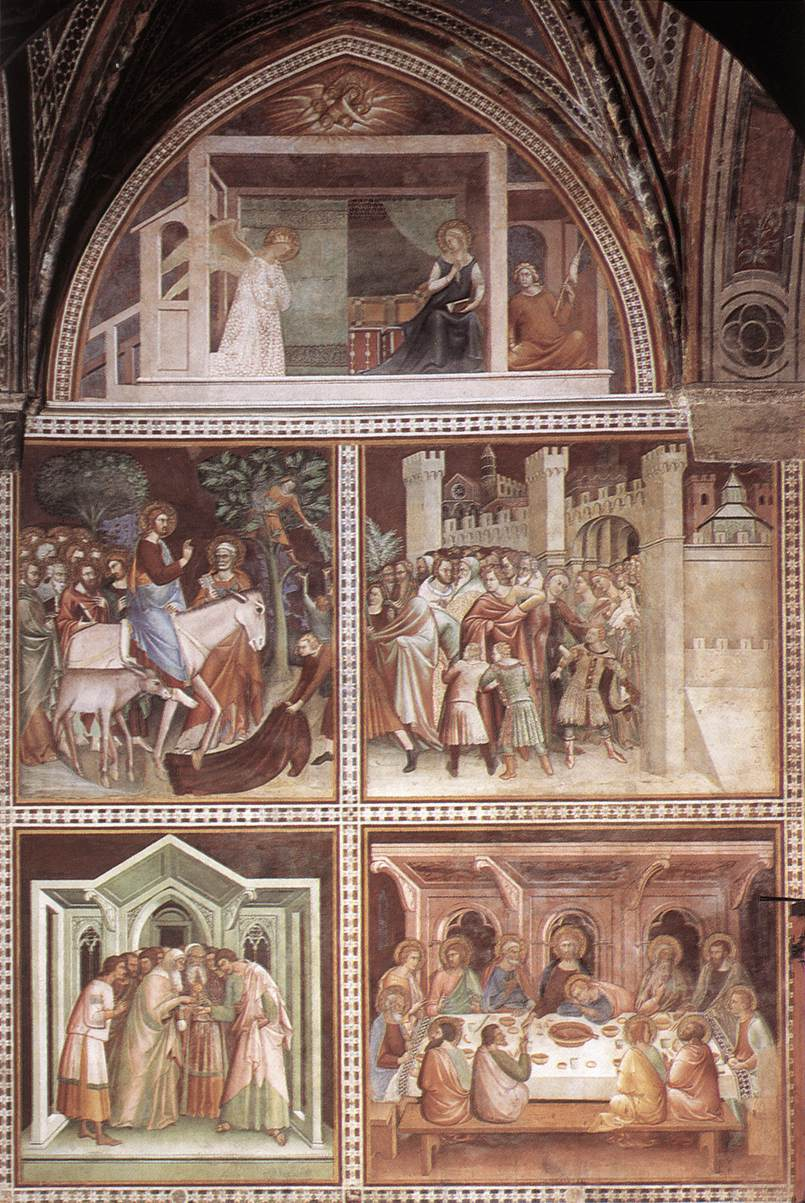
Истории Нового завета. Между 1330 и 1350. Фреска. Колледжата ди Санта-Мария-Ассунта,Сан-Джиминьяно
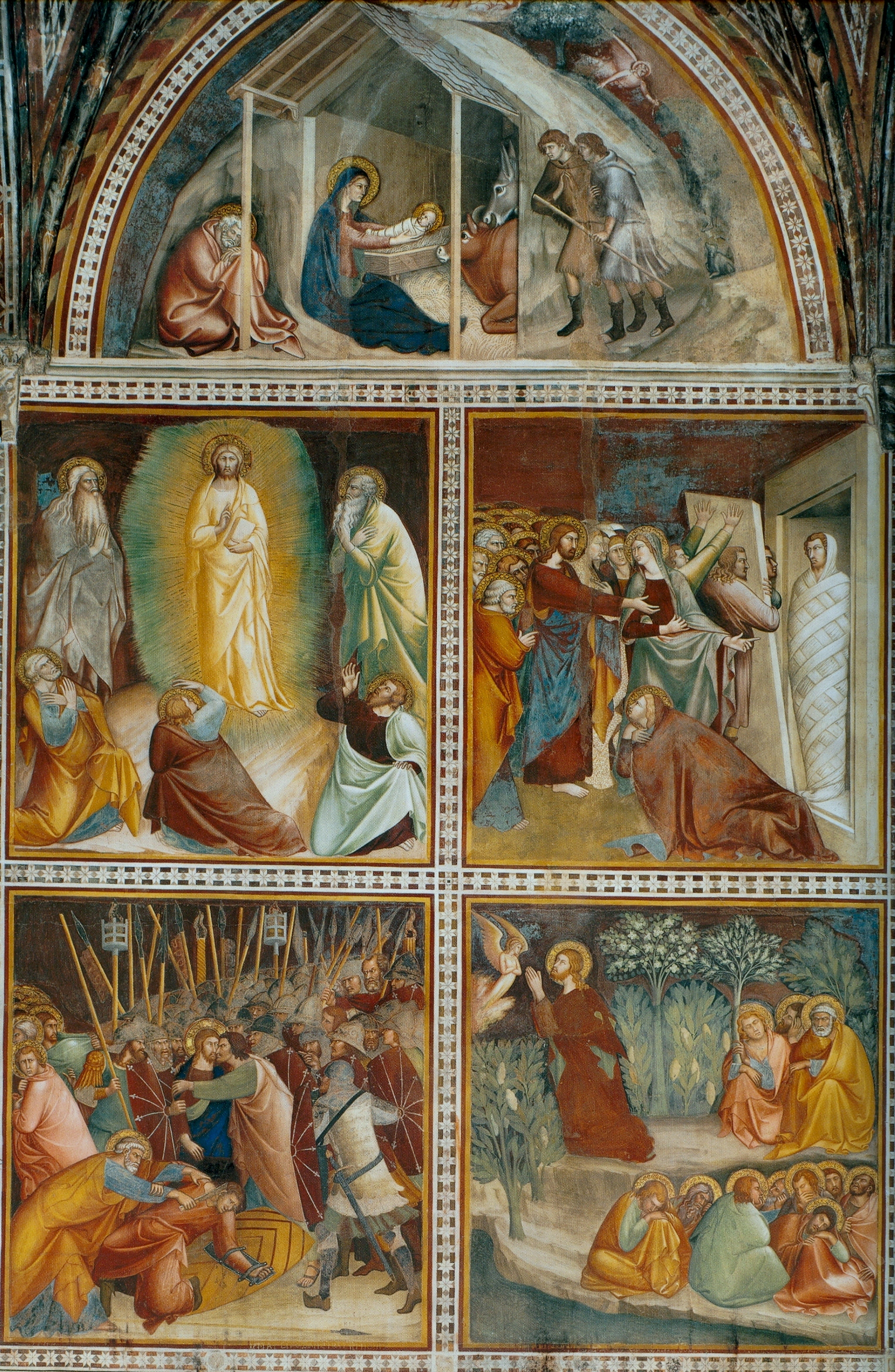
Истории Нового завета. Между 1330 и 1350. Фреска. Колледжата ди Санта-Мария-Ассунта,Сан-Джиминьяно
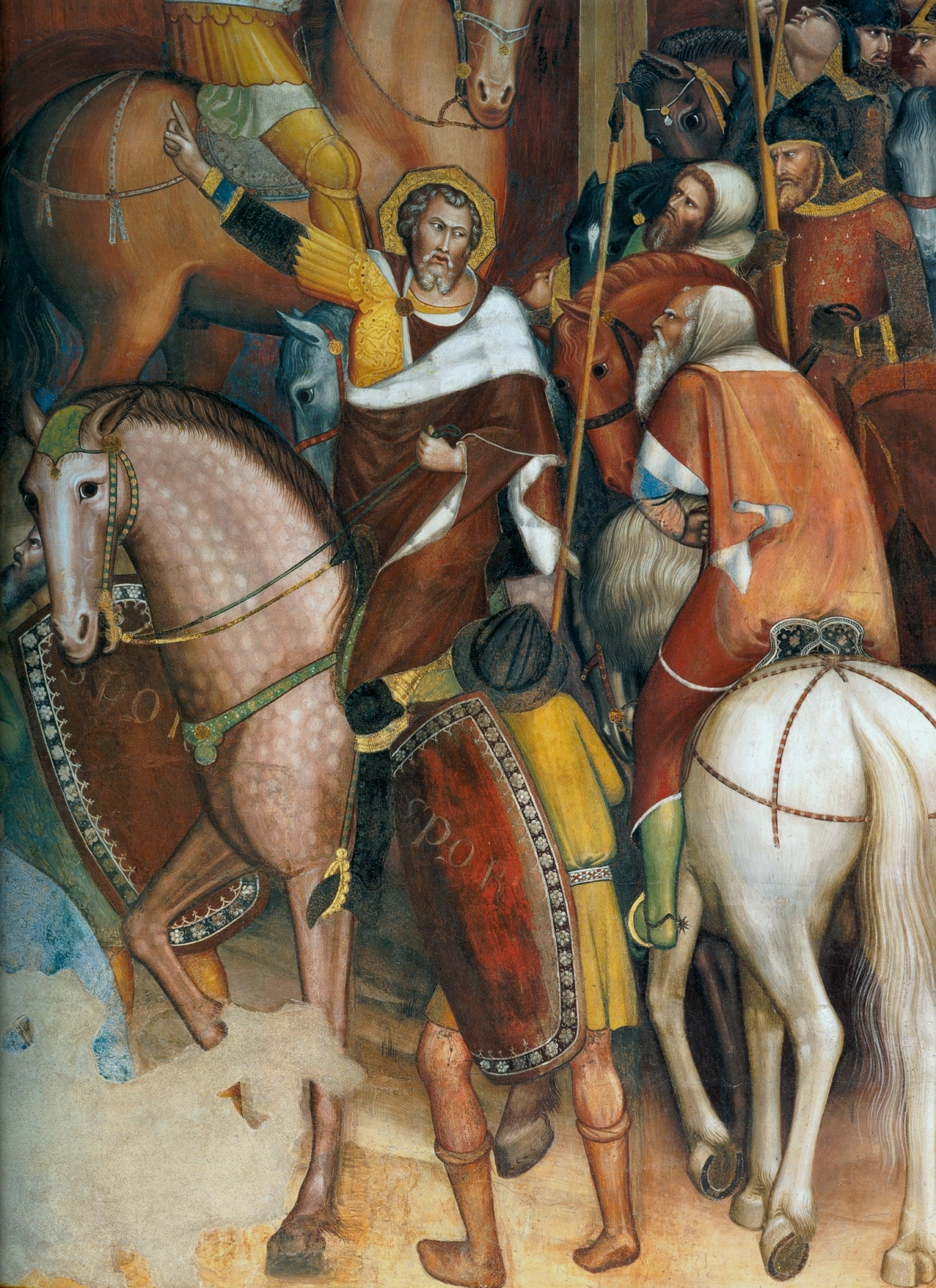
Распятие. Деталь «Страстного цикла»